# Les Quatre Sœurs
Pour les romans et bandes dessinées de Malika Ferdjoukh, voir Quatre Sœurs.
Pour plus de détails, voir Fiche technique et Distribution.
Les Quatre Sœurs est un film français réalisé par Claude Lanzmann, présenté lors de festivals (NYFF, Viennale) en 2017 et diffusé sur Arte en 2018.

## Synopsis
L'œuvre est composée de quatre films, d'environ une heure chacun, constitué d'images tournées par Lanzmann pendant les douze ans de travail sur Shoah, avec comme particularité que les quatre personnes interviewées par Lanzmann sont des femmes : Ruth Elias (vue brièvement dans Shoah), Paula Biren (idem), Ada Lichtman (témoignage 100 % inédit) et Hanna Marton (témoignage également 100 % inédit).
Le film est constitué de quatre films :
- Les Quatre Sœurs : Le Serment d'Hippocrate, 90 min ;
- Les Quatre Sœurs : Baluty, 64 min ;
- Les Quatre Sœurs : La Puce joyeuse, 52 min ;
- Les Quatre Sœurs : L'Arche de Noé, 68 min.

## Fiche technique
- Titre : Les Quatre Sœurs
- Réalisation : Claude Lanzmann
- Producteur : David Frenkel
- Musique : Jeremy Azoulay
- Montage : Chantal Hymans
- Pays d'origine :  France
- Format : couleurs
- Genre : documentaire
- Durée : 273 minutes
- Date de sortie : 2018

## Distribution
- Ruth Elias (en) : elle-même
- Paula Biren : elle-même
- Ada (Eda) Lichtman : elle-même
- Hanna Marton : elle-même
- Claude Lanzmann : lui-même